# Bella Dawidowicz
Bella Michajłowna Dawidowicz, ros. Белла Михайловна Давидович, ang. Bella Davidovich (ur. 16 lipca 1928 w Baku) – urodzona w ZSRR rosyjska pianistka pochodzenia żydowskiego, obecnie obywatelka amerykańska; laureatka I nagrody na IV Międzynarodowym Konkursie Pianistycznym im. Fryderyka Chopina w 1949 (ex aequo z Haliną Czerny-Stefańską). Była żoną skrzypka Juliana Sitkowieckiego.

## Życiorys

### Młodość i wykształcenie
Urodziła się w Baku w Azerbejdżanie w rodzinie muzyków. Na fortepianie zaczęła grać w wieku sześciu lat, a w 1937 zadebiutowała koncertem z orkiestrą. Edukację muzyczną rozpoczęła w szkole muzycznej przy Konserwatorium Azerbejdżańskim. W 1939 przeniosła się do Moskwy, gdzie kontynuowała naukę w Centralnej Szkole Muzycznej. W latach 1947–1951 studiowała w Konserwatorium Moskiewskim, gdzie jej nauczycielami byli Konstantin Igumnow i Jakow Flier. 

### Kariera pianistyczna
W 1949 reprezentowała ZSRR na IV Międzynarodowym Konkursie Pianistycznym im. Fryderyka Chopina w Warszawie. Zdobyła tam I nagrodę (ex aequo z Haliną Czerny-Stefańską) i wyróżnienie Towarzystwa im. Fryderyka Chopina (srebrną maskę Chopina).
Zwycięstwo w konkursie było początkiem jej kariery w ZSRR i krajach Europy Wschodniej. Wiele razy występowała w Polsce (w 1958, 1965, 1975 i 1995), m.in. na Międzynarodowym Festiwalu Chopinowskim w Dusznikach-Zdroju. Przez wiele lat była solistką w orkiestrze Filharmonii Leningradzkiej i profesorem w Konserwatorium Moskiewskim.
W 1978 wyemigrowała do Stanów Zjednoczonych, a w 1984 otrzymała amerykańskie obywatelstwo. Od 1982 prowadziła zajęcia w Juilliard School w Nowym Jorku. W czasach pierestrojki powróciła do ZSRR i w 1988 dała pierwszy koncert w Moskwie od ponad 10 lat. 
Była jurorem wielu konkursów muzycznych, m.in. Międzynarodowego Konkursu Pianistycznego im. Fryderyka Chopina w Warszawie (1995, 2010), Międzynarodowego Konkursu Muzycznego im. Królowej Elżbiety Belgijskiej w Brukseli, a także konkursów w Maryland i Vevey.

## Repertuar i dyskografia
Dysponuje bogatym repertuarem, w którym znajdują się utwory m.in. Wolfganga Amadeusa Mozarta, Roberta Schumanna, Josepha Haydna, Ludwiga van Beethovena, Fryderyka Chopina, Johannesa Brahmsa, Siergieja Rachmaninowa, Franza Schuberta, Edvarda Griega i Maurice'a Ravela. Nagrała wiele płyt, m.in. dla wytwórni Philips i Orfeo.